# Volker Beuthien
Volker Beuthien (* 22. August 1934 in Lübeck) ist ein deutscher Rechtswissenschaftler und Hochschullehrer.

## Leben
Beuthien wurde als Sohn von Anneliese Beuthien, geborene Nagel, und des Rechtsanwalts und Notars Kurt Beuthien geboren. Er ist evangelisch und studierte 1954 bis 1958 Rechtswissenschaften an der Universität Marburg, der Universität Göttingen und Universität Kiel, legte seine juristischen Staatsprüfungen 1958 in Kiel und 1963 in Hamburg ab und wurde 1959 während des Referendariats bei Karl Larenz zum Thema Verwendungsansprüche des Werkunternehmers zum Dr. jur. promoviert. Im Jahr 1963 heiratete er Helga Krempien. Aus der Ehe entstammen die Söhne Wilke und Tim. Beuthien war zunächst in Kiel und dann an der Universität Tübingen bei Dieter Medicus wissenschaftlicher Assistent und habilitierte sich 1967 bei Medicus zum Thema Zweckerreichung und Zweckstörung im Schuldverhältnis. Er begann 1967 seine Lehrtätigkeit an der Universität Tübingen und lehrte seit 1970 als ordentlicher Professor für Bürgerliches Recht, Arbeits-, Handels- und Wirtschaftsrecht an der Universität Marburg. Er war in Marburg geschäftsführender Direktor des Instituts für Handels- und Wirtschaftsrecht und Mitglied des Vorstandes des Instituts für Genossenschaftswesen in Marburg. Er wohnt in Weimar an der Lahn. Seit 1988 leitete er auch das Institut für Genossenschaftswesen. Im September 2002 wurde Volker Beuthien emeritiert und amtierte noch im Ruhestand als Leiter des Instituts für Genossenschaftswesen und auch noch des Instituts für Medienrecht und Medienwirtschaft der Phillips-Universität Marburg.
Er ist Mitglied der Studentenverbindung  Turnerschaft Philippina-Saxonia Marburg sowie der Landsmannschaft Gottinga Göttingen.

## Wissenschaftliches Werk
Hauptsächliche Forschungsschwerpunkte Beuthiens sind die Grundlagen des Gesellschafts- und des Wirtschaftsrechts, Unternehmensorganisations-, Unternehmenskooperations- und Genossenschaftsrecht. Er befasste sich auch mit Arbeitsrecht und hierbei insbesondere mit den Berührungspunkten zum Gesellschaftsrecht. Als wissenschaftliches Hauptwerk Beuthiens gilt sein Gesetzeskommentar zum Genossenschaftsgesetz. Daneben verfasste er Kommentierungen zum Auftrag und zur Geschäftsführung ohne Auftrag im Großkommentar von Soergel, einen Studienkommentar zum BGB und den Juristischen Studienkurs.

## Veröffentlichungen (Auswahl)
- Zweckerreichung und -störung im Schuldverhältnis. 1969. Zugleich Habilitationsschrift 1967.
- Der Geschäftsbetrieb von Genossenschaften im Verbund. 1979.
- Sozialplan und Unternehmensverwaltung. 1980.